# Шаарский договор
Шаарский договор 1873 года — соглашение о дружбе между Российской империей и Бухарским эмиратом. Подписан Эмиром Бухары Музаффаром в Шахрисабзе (Шаар или Шаар-Сабиза) 28 сентября (10 октября) и Туркестанским генерал-губернатором генерал-лейтенантом К. П. фон Кауфманом в Ташкенте 17 (29) октября 1873 года. Традиционно считается, что в результате заключения Шаарского договора Бухарский эмират фактически стал протекторатом Российской империи.

## Значение договора
В договоре прописаны 18 статей. В них предусмотрены передача Бухарскому эмирату части территории Хивинского ханства, занятого русской армией. Разрешались свободные проезды граждан Российской империи по территории эмирата и плавание по Амударье российских судов с возможностью устраивать склады и пристани. Купцы Российской империи получили право на беспошлинный провоз товаров в третьи страны по его территории, свободную торговлю в эмирате. Также российским купцам разрешалось иметь торговых агентов и караван-сараи в эмирате, а купцам Бухарского эмирата на территории Туркестанского генерал-губернаторства. Граждане России и эмирата могли заниматься ремёслами и владеть недвижимостью на территории обоих государств. Эмир обязался прекратить работорговлю на территории эмирата и не принимать российских преступников. В Ташкент назначался постоянный посол эмира, российское правительство также могло назначить своего политического агента в эмирате.